# Изяслав Святополчич
Изясла́в Святопо́лкович (Святопо́лчич) (ум. 23 декабря 1127) — младший сын великого князя Киевского Святополка Изяславича от второго брака с Еленой, дочерью половецкого хана Тугоркана.
Год рождения неизвестен. Вероятно, он родился в Киеве. Возможно, он владел каким-то уделом в Туровской земле. По предположению Л. Войтовича, это могло быть Клёцкое княжество. Также Войтович предполагает, что после смерти старшего брата Брячислава Изяслав в 1127 году унаследовал Туров.
Известно о нём мало. В летописях он упоминается всего один раз: по сообщениям Лаврентьевской и Воскресенской летописей, Изяслав умер 23 декабря 1127 года.
Каких-то сведений о браке и потомстве Изяслава не имеется.